# 野猫罢工
野猫罢工（英語：Wildcat Strike Action）指的是没有经过工会同意的罢工 ，这种罢工形式在许多国家被认定为非法。

## 产生原因
野猫罢工是一种在工会制度或是其相近制度（如中国的职工代表大会制度）不够健全的国家，或是无足够强力的领导的情况下较常出现的罢工形式。这种类型的罢工通常在劳动者对工资状况或者工作条件不满意的情况下出现。由于缺乏工会等强有力的合法领导者，这种类型的罢工具有较强的随机性和组织松散的特征。

## 世界历史上几次较大的野猫罢工

### 法国五月风暴
法国的五月风暴，发生原因与中国历史上的五四运动类似。法国由于工业化过程中社会矛盾激化，左派思想在学生群体中广泛传播。与此同时，中国的文化大革命、越南的越戰、切·格瓦拉的阵亡等事件均激起了法国学生对政府的不满，于是爆发学生运动。
政府开始的镇压行动在5月2日开始，但是学生组织在此期间寻求工会的支持，要求工人阶级给予罢工等形式的声援，没有得到任何回应。于是，在此期间，法国工人自发的发动了一系列的罢工，以表示对政府行为的不满。
这些野猫罢工与政府对于学生运动的军事镇压，成为最终推动法国工人民主联盟、总工会等工会组织与法國學生全國聯盟联合的重要因素。在5月13日开始，工会开始同意并开始组织罢工。
野猫罢工在法国五月风暴的过程中扮演了较为重要的角色，并且工人在罢工之中获得了一定的利益，工业品价格上涨，农业工人的工资增加。

### 2006年加拿大多伦多公交系统罢工
2006年5月29日，加拿大多伦多市公交系统的工人突然进行集体大罢工，导致地铁和公共汽车运输系统中断，80多万乘公车上班的人无法准时上班，城市秩序陷入混乱。
尽管这次罢工是以多伦多公交系统工会的名义进行，但是这次罢工事先并没有经过法律程序，向政府部门进行通告，而是毫无征兆的发生。所以多伦多市政府指责这次的罢工是“非法行为”，下令全体工人立即停止罢工，返回工作岗位。所以可以视为一次大规模的野猫罢工。
加拿大报联社说，这场罢工是最近几个月来多伦多公交系统劳资纠纷中的一个“高潮”。
在这场争端中，公交职工工会提出多个条件，比如确保员工免受乘客攻击，增加健康补贴，改善工作评估、轨道维护和车站清洁工的日班夜班问题等。
此后，在2008年等时间，多伦多市公交系统又多次进行罢工。工人的诉求并没有完全得到满足。

## 中国针对罢工的规定

### 现有争议
针对中国工人有无罢工权，现在仍然有一定争议。
目前，中国工人在宪法层面上来说是没有罢工的权利的。罢工权的立与废经过了很多次的反复。在1954年第一部中华人民共和国宪法制定的时候，罢工权没有被写入宪法。在1975年宪法中，第二十八条规定，“公民有言论、通信、出版、集会、结社、游行、示威、罢工的自由，有信仰宗教的自由和不信仰宗教、宣传无神论的自由。”是罢工权第一次出现在新中国的宪法之中。
文革之后，1978年中国再次对宪法进行修订，第四十五条仍然规定，“公民有言论、通信、出版、集会、结社、游行、示威、罢工的自由，有运用‘大鸣、大放、大辩论、大字报’的权利。”1979年和1980年两次对宪法进行改动，但是第四十五条仍然得以保留。
但是，在1980年下半年开始进行的第三次修宪之后，在1982年宪法中，第三十五条规定，“中华人民共和国公民有言论、出版、集会、结社、游行、示威的自由。”罢工的自由被删除。
因此，在现在的中国，工人在宪法层面上没有罢工权。
但是，中国政府早在1997年10月27日就签署了《经济、社会及文化权利国际公约》，2001年2月28日，全国人民代表大会常务委员会通过了《关于批准〈经济、社会及文化权利国际公约〉的决定》。依据这一决定，2001年5月27日，《经济、社会和文化权利国际公约》已在中国正式生效，成为中国正式的法源。《经济、社会和文化权利国际公约》第八条第一款（丁）项规定：“有权罢工，但应按照各个国家的法律行使此项权利。”必须指出，上述全国人民代表大会常务委员会《关于批准〈经济、社会及文化权利国际公约〉的决定》在加入时所作的相关声明中，并没有对第八条第一款（丁）项作出任何保留性声明。因此中国工人在这个层面上看来是具有罢工权的。
所以1982年之后中国绝大多数工人的罢工，是属于没有宪法层面支持的、没有工会合法领导的野猫罢工。

### 部分地方针对确立罢工权的尝试
随着中国工人数量的逐渐增多，2008年6月，深圳经济特区率先推出了《构建和发展和谐劳动关系的若干规定（草案）》（以下简称《草案》），《草案》中第四十七条针对“停工事件”情况给出了明确的界定，事实上已经承认了劳动者的罢工权，并在行政命令上予以保护。《草案》要求在停工、怠工事件发生后，“工会应当代表劳动者同用人单位谈判，反映劳动者的意见和要求并提出解决意见。对劳动者的合理要求，用人单位应当予以解决。”这实际上解放了工会的权利，让工会从一个企业的行政部门真正变成一个工人组织。同时，在《草案》的第四十七条中也规定了，若出现损害公共利益的罢工行为，劳资双方在三十日之内均不得采取激化矛盾的行为，各部门之间应通过谈判解决问题。这实际上是从义务的角度将罢工“纳入法律调整的范围”。2008年9月,《深圳经济特区和谐劳动关系促进条例》的施行正式将以上内容付诸地方性法规。

## 中国的野猫罢工

### 产生原因
中国的野猫罢工的产生主要有两大原因，一是国企改革之后的相关措施不完善，导致很多前国企工人对自身状况不满，从而罢工。二是中国的工会与职工代表大会在很多企业流于形式，并不能很好的发挥其作为工人组织的作用。
1979年改革开放之后，中国开始在城市实行城市改革，重点部门在于国有企业。1986年，沈阳防爆器械厂破产，这是新中国第一家破产的国有企业，从此之后国企破产浪潮开始兴起。与此同时，国企改制也使得大量工人下岗、退休或者提前退休，工人生活受到很大影响。以沈阳防爆器械厂为例，企业中约有80名员工，30多名职工在下岗后自己找到工作，30多人在政府安置下找到工作，还有20人办理退休。实际上这些退休的工人里面，很多人并没有到达法定的退休年龄，属于提前退休。这种经济地位与社会地位上的差异使得工人心理上难以接受；同时，由于腐败现象的存在，在就业安置问题上也出现不平等的现象；第三，很多工人被安置到私营或合资企业，工作条件差，工作待遇低。这种种原因导致了企业改革初期的罢工浪潮。
改革初期中国国企中的工会与职工代表大会也没有能够发挥自己的作用。企业改革的一个重要内容就是实现了厂长负责制，厂长成为一个工厂中的最高决策者。虽然有规定称，企业有关决议的做出应该交由职工代表大会讨论通过，但是根据冯同庆等人对当时工人的访谈与调查状况，厂长负责制推行之后，职工代表大会名存实亡，很多职工代表并不知道与企业相关的决议的做出。职工认为自己意见较少被采纳，职工代表在职工代表大会上提出的反对意见并不被重视。
同时，中国的《工会法》规定，“工会协助企业、事业单位做好工作，尽量恢复生产秩序”，中国的工会在名义上属于党在企业中的一个组织，代表工人阶级的利益，然而他们作为工厂的一个部门，必须听从上级指挥，协助厂长做好工厂的工作。这种性质使得工会在很大程度上成为与管理者站在一方的角色。在劳动者与雇用单位发生争议时，工会由于没有法律赋予的领导罢工的权利，所以在工人阶级和领导阶级之间左右摇摆，难以为劳动者谋得利益。这种强有力工会的缺失使得野猫罢工成为必然。

### 中国野猫罢工历史
中国的野猫罢工分为几个阶段。在国企改革初期，由于待遇问题，很多工人发动小规模罢工，以争取自身权利。这种情况在历史较旧的国有企业中较为常见。
第二阶段在近期，由于社会收入差距拉大，政府对某些行业福利待遇等状况重视不足，某些企业不能提高工人待遇，使得罢工发生，比如2008年底波及到南方诸省的出租车司机的罢工。
但是由于缺乏领导以及法律上的不允许，这些罢工都是非法活动，只是取得了一定的成果。
由于缺乏工会的领导，以及年轻工人争取自身利益斗争的经验不足，有一些野猫罢工演变为暴力的抵抗活动，甚至变成了对一些改革者的人身攻击。比如，1993年3月24日，浙江省江山市肉蛋厂厂长袁樟高遭到袭击，并遭受重伤。后经调查，查实遇袭原因是厂中六名女工对改革后的政策不满。